# Shoshone (Kalifornija)
Shoshone je naseljeno područje za statističke svrhe u američkoj saveznoj državi Kalifornija. Prema popisu stanovništva iz 2010. u njemu je živjelo 31 stanovnika.